# Koncesní listina
Koncesní listina byl doklad, kterým se prokazovalo oprávnění k provozování koncesované živnosti. S účinností od 1. července 2008 byla zákonem č. 130/2008 Sb. koncesní listina a živnostenský list jako doklady, kterými se prokazuje živnostenské oprávnění, nahrazeny výpisem ze živnostenského rejstříku.
Koncesní listina byla do 30. června 2008 upravena v § 54 živnostenského zákona. Koncesní listinu vydával podnikateli do patnácti dnů od právní moci rozhodnutí o udělení koncese místně příslušný živnostenský úřad. V koncesní listině vydané fyzické osobě se uvádělo jméno a příjmení, rodné číslo, bydliště, obchodní firma, identifikační číslo, místo podnikání, předmět podnikání, údaj, zda je živnost provozována průmyslovým způsobem, doba, na kterou se koncesní listina uděluje, datum jejího vydání a den vzniku práva provozovat živnost. Pokud byla koncesní listina vydávána právnické osobě, pak se uvedla její obchodní firma nebo název, sídlo, identifikační číslo, předmět podnikání, údaj, zda je živnost provozována průmyslovým způsobem, doba, na kterou se koncesní listina uděluje, datum jejího vydání a den vzniku práva provozovat živnost.
Ve vztahu k rozesílání opisů koncesní listiny platil podobný postup jako v případě opisů živnostenského listu. Živnostenský úřad tak poskytoval opis místně příslušnému správci daně, Českému statistickému úřadu, úřadu práce a příslušné správě sociálního zabezpečení, příslušné zdravotní pojišťovně a orgánu nebo organizaci, která podle zvláštního zákona vedly registr všech pojištěnců všeobecného zdravotního pojištění. Živnostenský úřad také musel neprodleně oznámit příslušným orgánům cizinecké a pohraniční policie vydání koncesní listiny. Povinnost musel živnostenský úřad splnit do třiceti dnů od vydání, změny nebo právní moci koncesní listiny. Navíc – na rozdíl od povinností ve vztahu k rozesílání opisů živnostenského listu – měl živnostenský úřad v případě koncesních listin také povinnost ve vztahu k orgánu, který k udělení koncese vydával stanovisko.